# Eddy Pauwels
Eddy Pauwels (Bornem, 2 de mayo de 1935 - 6 de marzo de 2017) fue un ciclista belga que fue profesional entre 1958 y 1966. A lo largo de su carrera profesional consiguió 16 victorias, las más importantes de las cuales fueran 4 etapas del Tour de Francia.

## Palmarés
1958
- 1.º en el Premio de Oppuurs

1959
- Vencedor de una etapa de la Vuelta a Bélgica
- 1.º en el Premio de Edegem
- 1.º en el Premio de Stockay

1960
- 1.º en los Tres Días de Amberes
- 1.º en el Premio de Tessenderlo
- 1.º en el Premio de Oppuurs

1961
- Vencedor de 2 etapas al Tour de Francia y  Premio de la Combatividad
- 1.º en el Premio de Bornem
- 1.º en el Premio de Rijmenam

1962
- Vencedor de una etapa al Tour de Francia

1963
- Vencedor de una etapa al Tour de Francia
- 1.º en el Premio de Beauvais
- 1.º en el Gran Premio de la montaña de la Tour de Luxemburgo

1964
- 1.º en Beaulac-Bernos

### Resultados al Tour de Francia
- 1959. 11.º de la clasificación general. Lleva el maillot amarillo durante 2 etapas
- 1960. 25.º de la clasificación general
- 1961. 9.º de la clasificación general. Vencedor de 2 etapas
- 1962. 10.º de la clasificación general. Vencedor de una etapa
- 1963. 13.º de la clasificación general. Vencedor de una etapa. Lleva el maillot amarillo durante 3 etapas
- 1964. 20.º de la clasificación general
- 1965. Abandona (19.ª etapa)

### Resultados a la Vuelta en España
- 1962. 9.º de la clasificación general
- 1965. 18.º de la clasificación general
- 1966. Abandona (6.ª etapa)